# دال بري (مقاطعة دهلران)
دال بري (بالفارسية: دال پری) هي قرية تقع في قسم نهرعنبر الريفي (مقاطعة دهلران) في إيران. يقدر عدد سكانها بـ 0 نسمة بحسب إحصاء 2016.